# Onchopelma nitidum
Onchopelma nitidum är en tvåvingeart som beskrevs av Neal L. Evenhuis 2002. Onchopelma nitidum ingår i släktet Onchopelma och familjen svävflugor.
Artens utbredningsområde är Namibia. Inga underarter finns listade i Catalogue of Life.